# 23679 Andrewmoore
23679 Andrewmoore è un asteroide della fascia principale. Scoperto nel 1997, presenta un'orbita caratterizzata da un semiasse maggiore pari a 2,6011980 UA e da un'eccentricità di 0,1128433, inclinata di 13,30358° rispetto all'eclittica.